# Lista över Fijis presidenter

Presidentens standar.

Detta är en lista över Fijis statsöverhuvuden.

Se även Lista över Fijis generalguvernörer
| Namn                        | Ämbetsperiod                                                          | Titel                                          |
| --------------------------- | --------------------------------------------------------------------- | ---------------------------------------------- |
| Sitiveni Rabuka             | 7 oktober – 5 december 1987                                           | Ledare för den tillfälliga Militära Regeringen |
| Ratu Sir Penaia Ganilau     | 5 december 1987 – 15 december 1993                                    | President                                      |
| Ratu Sir Kamisese Mara      | 16 december 1993 – 29 maj 2000                                        | President                                      |
| Josaia Voreqe Bainimarama   | 29 maj – 13 juli 2000                                                 | Ledare för den tillfälliga Militära Regeringen |
| Ratu Josefa Iloilo          | 13 juli 2000 – 5 december 2006                                        | President                                      |
| Commodore Frank Bainimarama | 5 december 2006 – 4 januari 2007                                      | Ledare för den tillfälliga Militära Regeringen |
| Ratu Josefa Iloilo          | 4 januari 2007 – 30 juli 2009                                         | President                                      |
| Ratu Epeli Nailatikau       | 5 november 2009 – 12 november 2015 (Tillförordnad sedan 30 juli 2009) | President                                      |
| George Konrote              | 12 november 2015 – 12 november 2021                                   | President                                      |
| Wiliame Katonivere          | 12 november 2021 – 12 november 2024                                   | President                                      |
| Naiqama Lalabalavu          | 12 november 2024 –                                                    | President                                      |